# Aubree Miller
Aubree Miller (nascida em 15 de Janeiro de 1979 em Sherman Oaks, California, E.U.A.) é uma atriz americana. Aubree Miller atuou nos filmes Caravan of Courage: An Ewok Adventure (1984) e Ewoks: The Battle for Endor (1985), onde ela interpretava a jovem Cindel Towani.
Ela atualmente trabalha e reside em Chico, Califórnia.